# Jahrmarktsorgel

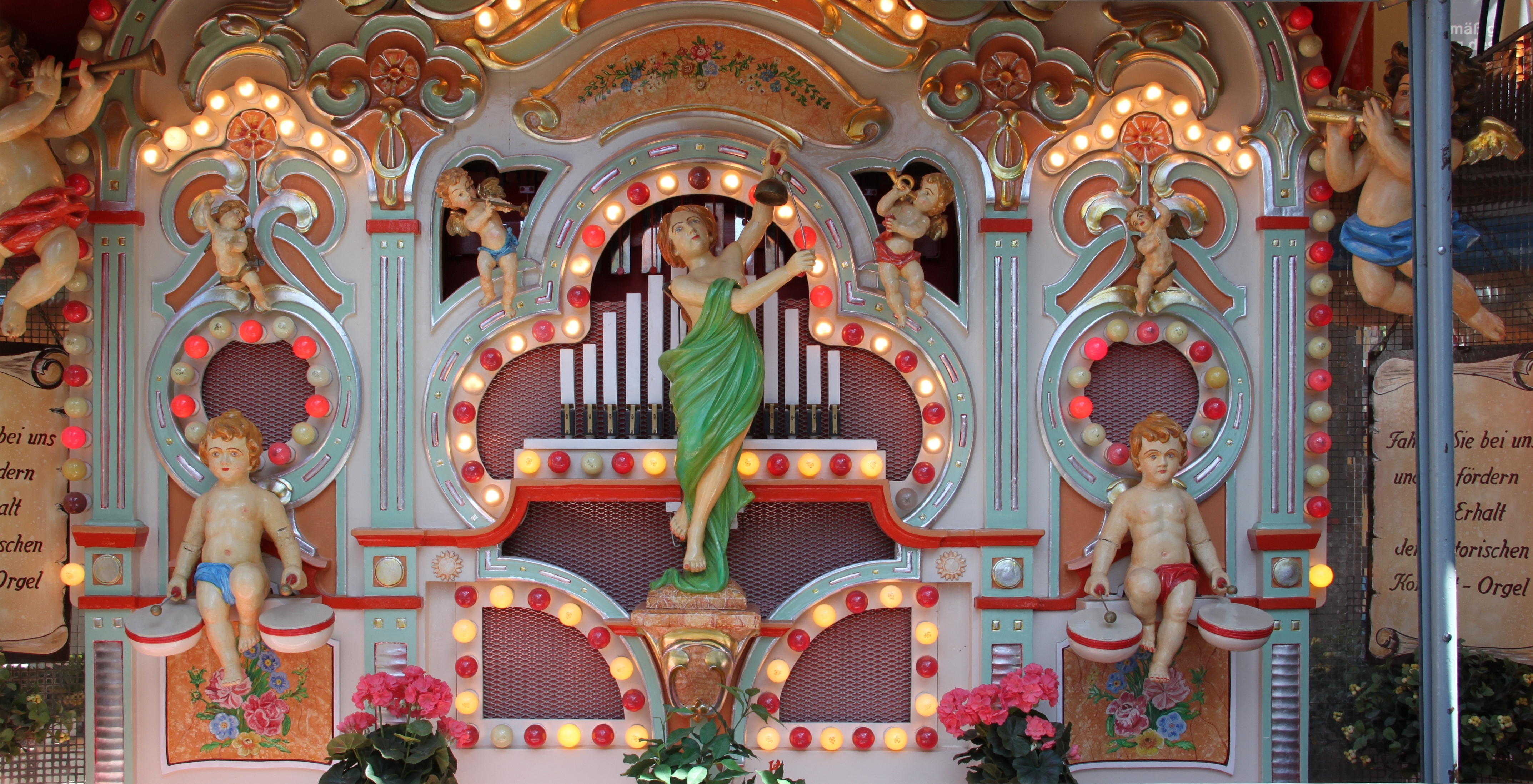
Jahrmarktsorgel der Firma „Gebrüder Bruder“ (Waldkirch, 1925)

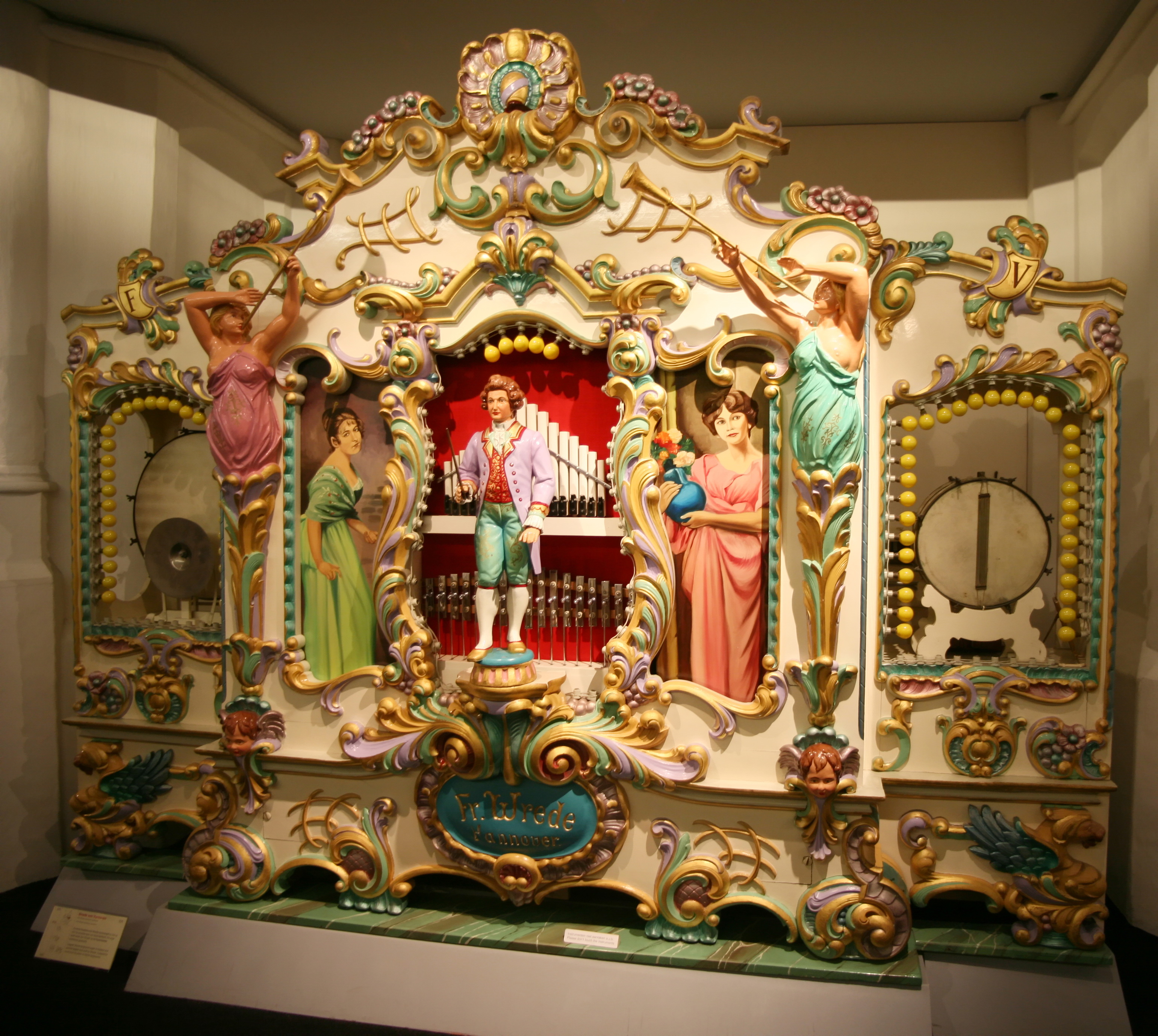
Außer den Orgelpfeifen finden sich häufig auch Schlagwerke (Trommeln und Becken), sowie teilweise auch Glockenspiele in den Jahrmarktsorgeln, die in der Summe den typischen Klang ergeben.

Die Jahrmarktsorgel, auch Kirmesorgel oder Karussellorgel genannt, gehört zur Gattung der mechanischen Musikinstrumente und ist eng verwandt mit der Drehorgel oder auch dem ortsfesten Orchestrion. Im Gegensatz zu anderen Orgeln wird sie nicht manuell gespielt, sondern gehört zu den selbstspielenden Instrumenten und spielt Musik von verschiedenen Programmträgern ab (siehe unten). Jahrmarktsorgeln zeichnen sich in der Regel durch eine sehr aufwändige, detailverliebte Gestaltung aus.
Mit der Drehorgel hat die Jahrmarktsorgel die Mobilität gemeinsam, wenngleich sie – weil wesentlich größer und schwerer – meist einen eigenen Transportanhänger für PKW oder gar LKW benötigt. Die Ähnlichkeit zum Orchestrion besteht darin, dass neben verschiedensten Orgelpfeifen meist auch Rhythmusinstrumente wie Trommeln und Becken die Musik mitgestalten. Teilweise wurden auch Glockenspiele integriert und gelegentlich finden sich auch bewegliche Figuren, die ebenfalls zentral gesteuert werden und zum Beispiel mit einem Stab gegen eine Glocke schlagen können. Alle Funktionen (Musiknoten, Registerschaltung, Rhythmusimpulse, Bewegungen von Figuren) werden vom Programmträger gesteuert. Nach der Elektrifizierung der Jahrmarktsorgeln haben einige Exemplare auch Beleuchtungen integriert, die beim Betrieb nach Anbruch der Dunkelheit dem Instrument nochmal eine ganz andere Optik verleihen und mit ihren warmen Lichtfarben die romantisch-nostalgische Anmutung noch verstärken.

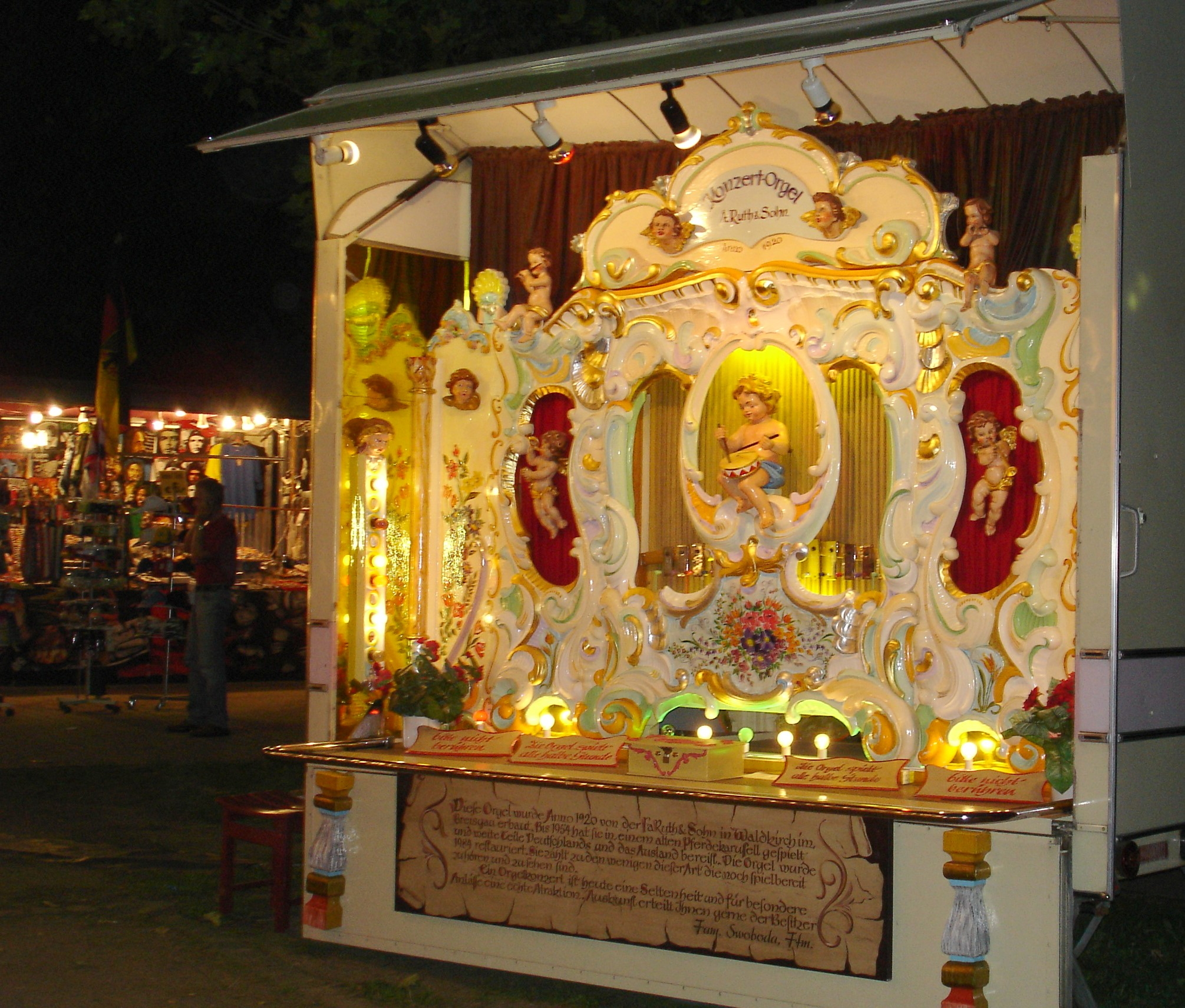
Jahrmarktorgel auf dem „Berger Markt“ als Begleitung des Kinderkarussells

Mit Hilfe der Jahrmarktsorgel versuchten Schausteller seit der zweiten Hälfte des 19. Jahrhunderts ihre Vergnügungsbetriebe für das Publikum attraktiver zu gestalten. Beispielsweise Karussells, Schiffschaukeln, Reitschulen und das Panoptikum (begehbares Schauzelt) umwarben das Publikum durch die musikalischen Darbietungen und die detailreiche, farbenfrohe Gestaltung der Jahrmarktsorgeln. Durch ihre Lautstärke erregten sie Aufmerksamkeit und übertönten die Betriebsgeräusche der Fahrgeschäfte. Vor allem in Frankreich, in Belgien und im Süden der Niederlande wurden auch größere, jedoch in der Regel leisere, Modelle ortsfest in Tanzsälen errichtet, wo sie als Tanzorgeln Musik für die anwesenden Gäste machten.
Die Jahrmarktsorgel will vordergründig ein kleines Orchester imitieren. Durch das Arrangement der Musik und die Zusammenstellung der Klangfarben entsteht jedoch zumeist ein unvergleichliches, ganz eigenständiges Hörerlebnis. Bei der Auswahl der Musik wurde häufig Märschen und Tanzmusik (insbesondere Walzer, Musette, Ragtime und ähnlichen Musikstilen) der Vorzug gegeben. Aber auch populäre Titel aus Opern und Operetten sowie Gassenhauer und sogenannte Charakterstücke („Die Post im Walde“; „Heinzelmännchens Wachtparade“) gehör(t)en zum Repertoire.

## Geschichte
Die Geschichte der Jahrmarktsorgeln beginnt Ende der 1830er-Jahre in Paris mit der Orgelmanufaktur der Gebrüder Limonaire. (In Frankreich wurde der Firmenname zum Gattungsnamen der Instrumente, so dass Jahrmarktsorgeln auf Französisch immer noch „Limonaire“ genannt werden.) Anfangs wurden Jahrmarktsorgeln mit Gewichtsantrieb oder Kurbel, gelegentlich auch mit Dampfmaschine oder Gasmotor, angetrieben. Später (nach etwa 1920) wurden sie meist mit einem Elektromotor ausgestattet.

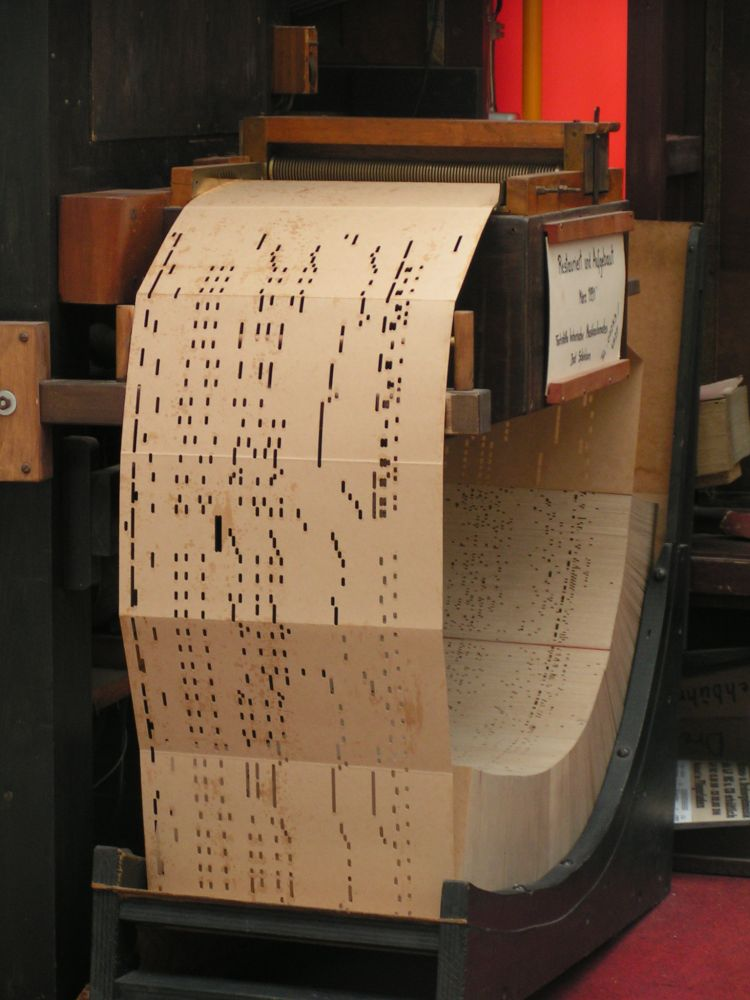
Faltkartonsteuerung einer Tanzorgel – hier als Endlosbuch in einer speziellen „Wiege“

Die Musik der ersten Jahrmarktsorgeln wurde auf Stiftwalzen programmiert, wie man sie auch von kleinen Spieldosen und Spieluhren kennt. Ab 1892 baute zuerst die Firma Gavioli & Cie, Paris, eine neuartige Ventilsteuerung, bei der die Musikinformationen in Kartons (siehe unten) gestanzt wurde. Dieses neue System wurde schnell von anderen Herstellern übernommen und variiert. Zu Beginn des 20. Jahrhunderts wurde – vor allem von den Orgelbauern in Waldkirch – die Faltkartonnote (siehe Bild) – durch leichtere Notenrollen ersetzt, die materialschonend durch Druck- oder Saugluft abgetastet werden. Beide Systeme – Kartonnote und Lochband – kommen auch heute noch in mechanischen Musikinstrumenten zum Einsatz.
Faltkartonnoten – auch Bücher genannt – sind kleinformatige, mit Leinenstreifen verbundene, lackgetränkte Kartonblätter, die als Leporello gefaltet aufbewahrt werden. In die Kartons sind die Musik- und Steuerinformationen für die Instrumente als Rund- oder Langlöcher in verschiedenen Reihen eingestanzt. Notenlochbänder bestehen in der Regel aus einfachem Papier, in neuerer Zeit auch aus Kunststoff-Folie. Die Herstellung von Faltkartons und Lochbandrollen erfordert musikalisches Können, gepaart mit dem Gefühl für die Eigenheiten des entsprechenden Musikinstrumentes. Einige großartige Arrangeure fanden sich zum Beispiel in den Werkstätten der Firmen Gavioli und Limonaire Fréres (beide Paris) oder Bruder, Ruth oder Frei (alle drei aus dem deutschen Waldkirch). Auch heute finden sich noch einige hervorragende Arrangeure für moderne Musikstücke, deren Werke auf den alten Originalinstrumenten oder Neubauten erklingen.
Die oben genannten Orgelbaufirmen waren bis in die 1930er Jahre die wichtigsten Hersteller von Jahrmarktsorgeln. Hinzu kamen noch einige bedeutende belgische Hersteller wie zum Beispiel Verbeeck, Decap und Mortier (alle drei aus Antwerpen) sowie Produzenten in den Niederlanden.
Durch die Einführung der elektrischen Verstärkertechnik und der elektrischen Schallplattenspieler Ende der 1920er Jahre ebbte die Herstellung von Jahrmarktsorgeln bis zum Beginn des Zweiten Weltkrieges immer mehr ab. Durch die nun billigere und einfachere „elektrische Aufnahme“ von Musik durch das Kohlemikrofon und die Wiedergabe durch Verstärker über Lautsprecher waren die aufwändigen Orgelwerke nicht mehr konkurrenzfähig. Sie wurden vielfach übertönt und auch als unmodern empfunden. Nur einzelne, kleine Handwerksbetriebe waren nach dem Kriege noch in der Lage, alte Jahrmarktsorgeln zu warten und zu reparieren. Neubauten mit der alten Steuertechnik waren eine Seltenheit. Eine Ausnahme bildete zum Beispiel der rheinhessische Orgelbauer Franz Göckel.
Viele wertvolle, historische Instrumente fielen in der Zeit von 1930 bis Mitte der 1960er Jahre der Axt zum Opfer und wurden buchstäblich verheizt. Im besten Falle wurden sie in Lagerhallen abgestellt und sich selbst überlassen. Auch viele Programmträger mit speziell arrangierten Musikstücken wurden zerstört oder sind verschollen.
Dennoch hielten viele Schaustellerfamilien ihre Orgeln in Ehren. Es ist in Schaustellerkreisen heute noch Brauch, ein verstorbenes Familienmitglied mit einem getragenen Musikstück, gespielt von der eigenen Orgel, auf seinem letzten Weg zu ehren.
Ende der 1960er Jahre setzte eine Rückbesinnung auf die alten, romantischen Kirmesorgeln ein. Die Nostalgiewelle erfasste die Welt und brachte auch diese Instrumente zu alten Ehren, so dass auch einige verfallende Exemplare gerettet und restauriert werden konnten. Sie wurden in den 1970er- und 1980er-Jahren gelegentlich in Fußgängerzonen und auf Plätzen der Innenstädte präsentiert. Restaurierte Orgeln finden sich heute wieder bei den zugehörigen Prachtkarussells, spielen auf Weihnachtsmärkten und (historischen) Jahrmärkten oder sind in eigenen Museen zu bestaunen und zu vernehmen. Teilweise gibt es auch Festivals mechanischer Musikinstrumente, auf denen unter anderem Jahrmarktsorgeln präsentiert werden. Daneben gibt es auch Vereine und Organisationen, die sich dem Erhalt, der Pflege und der Restaurierung alter Jahrmarktsorgeln gewidmet haben und deren Geschichte erforschen.
Einige der Orgeln, die heute noch in Betrieb sind, wurden mit digitaler Steuerungstechnik aufgerüstet, meist unter Verwendung des MIDI-Formates zur Speicherung der Steuerinformationen. Alte Musikbestände, die bereits digitalisiert wurden, können so unkompliziert berührungslos und damit ohne Abnutzung der Programmträger abgespielt werden. Dies verändert zwar die traditionelle Handhabung der Instrumente, weswegen Puristen oft bei den klassischen Programmträgern bleiben, aber aufgrund der einfacheren Handhabung und des abnutzungsfreien Gebrauchs wird dieser neuen Technik oft der Vorzug gegeben. Neu arrangierte Werke werden häufig gar nicht mehr auf klassischen Programmträgern veröffentlicht, sondern direkt im MIDI-Format erstellt.

## Galerie

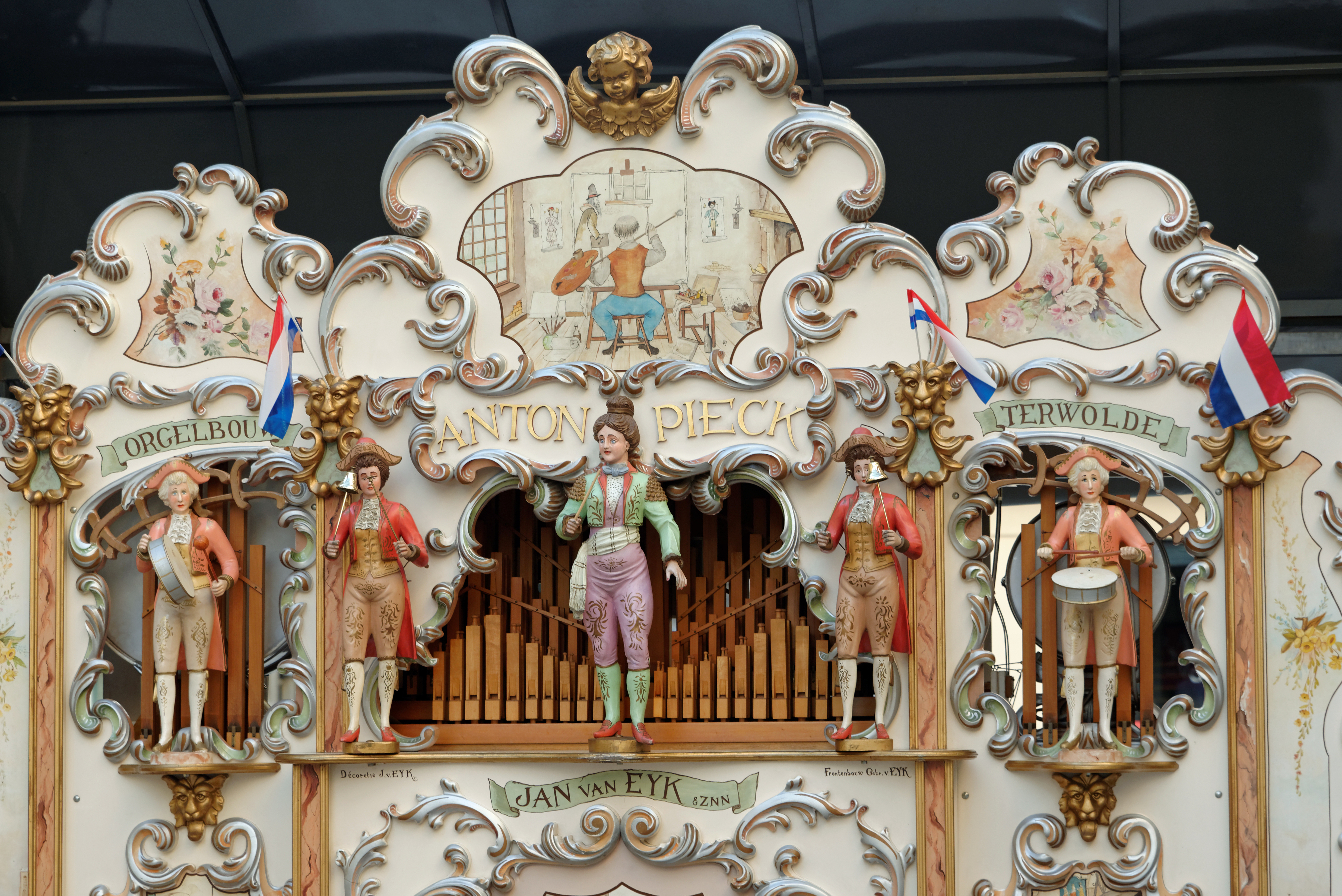
Jahrmarktsorgel auf dem „Festival de musique mécanique de Dijon“ 2015 (Côte d’Or, Bourgogne, France)
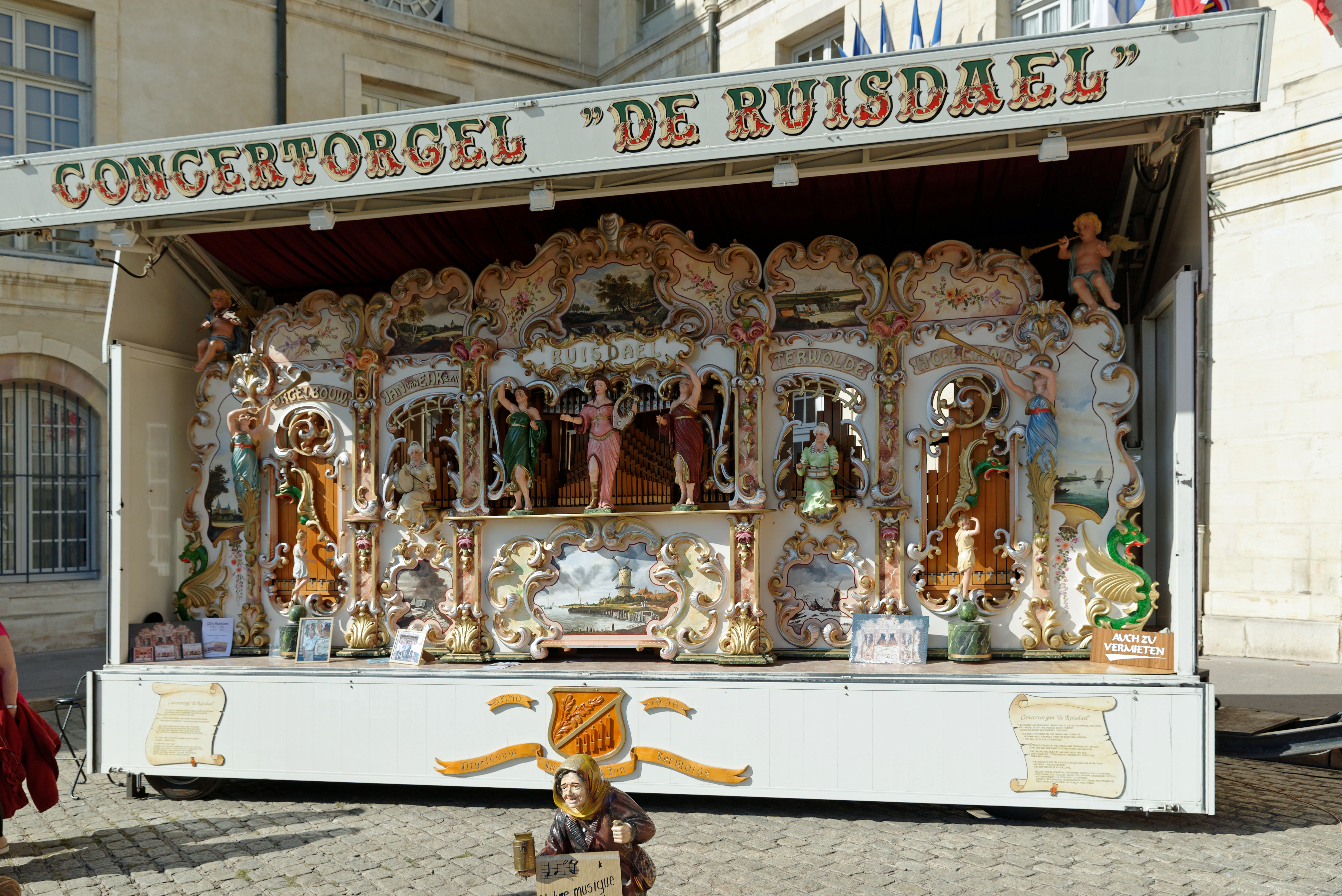
Jahrmarktsorgel „De Ruisdael“ auf dem „Festival de musique mécanique de Dijon“ 2015 (Côte d’Or, Bourgogne, France)
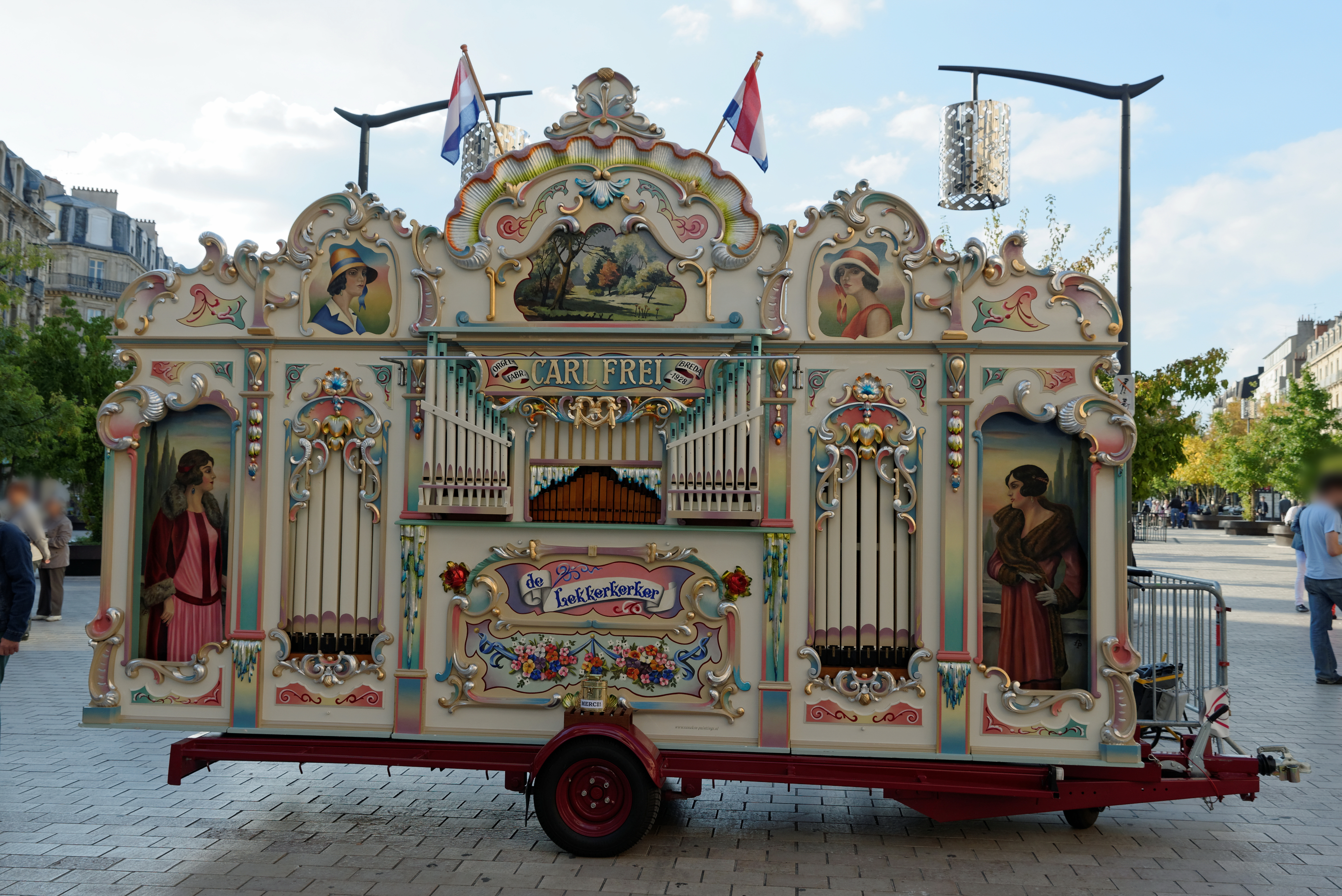
Straßenorgel auf dem „Festival de musique mécanique de Dijon“ 2015 (Côte d’Or, Bourgogne, France)
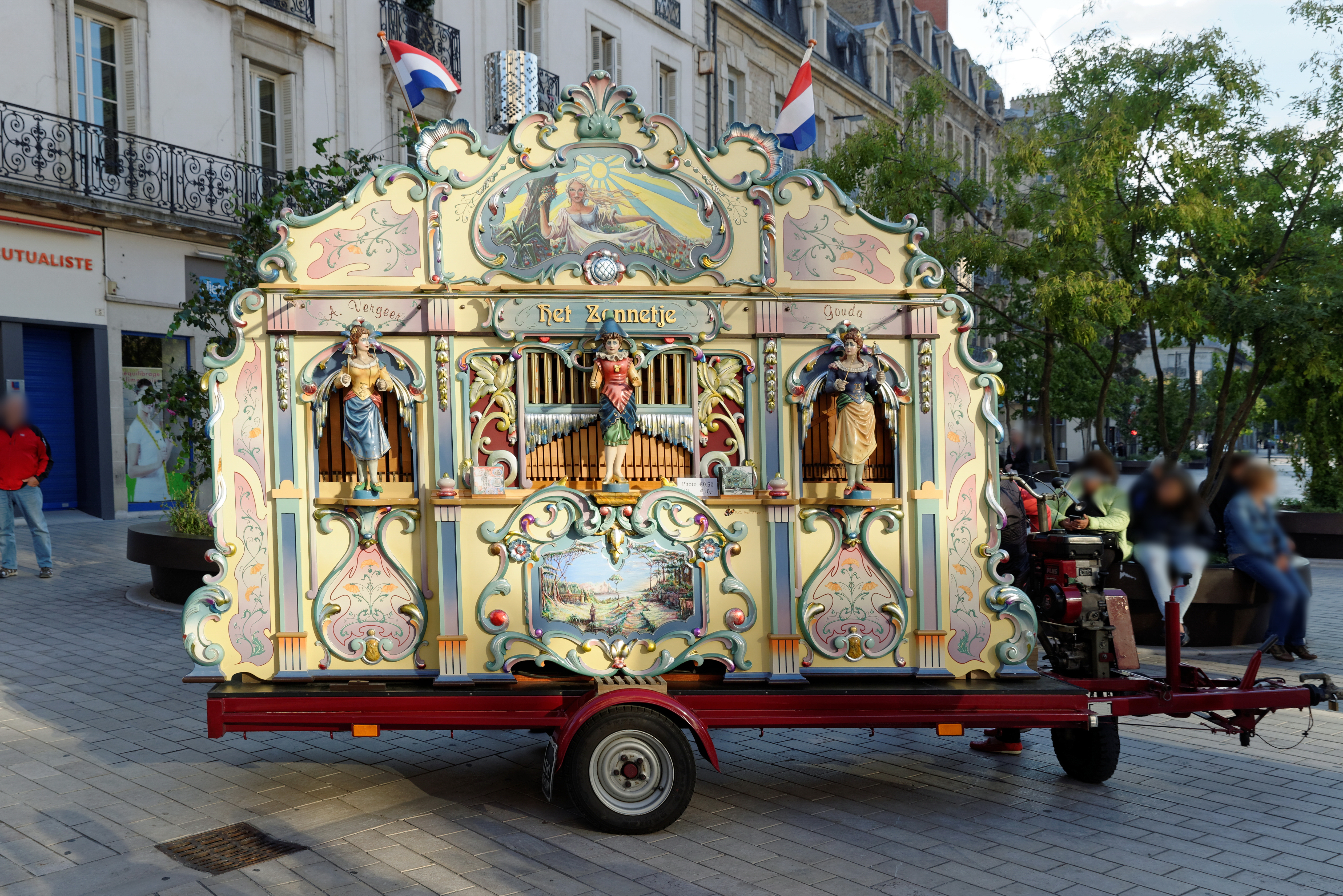
Straßenorgel „Het Zonnetje“ (Das Sönnchen) auf dem „Festival de musique mécanique de Dijon“ 2015 (Côte d’Or, Bourgogne, France)
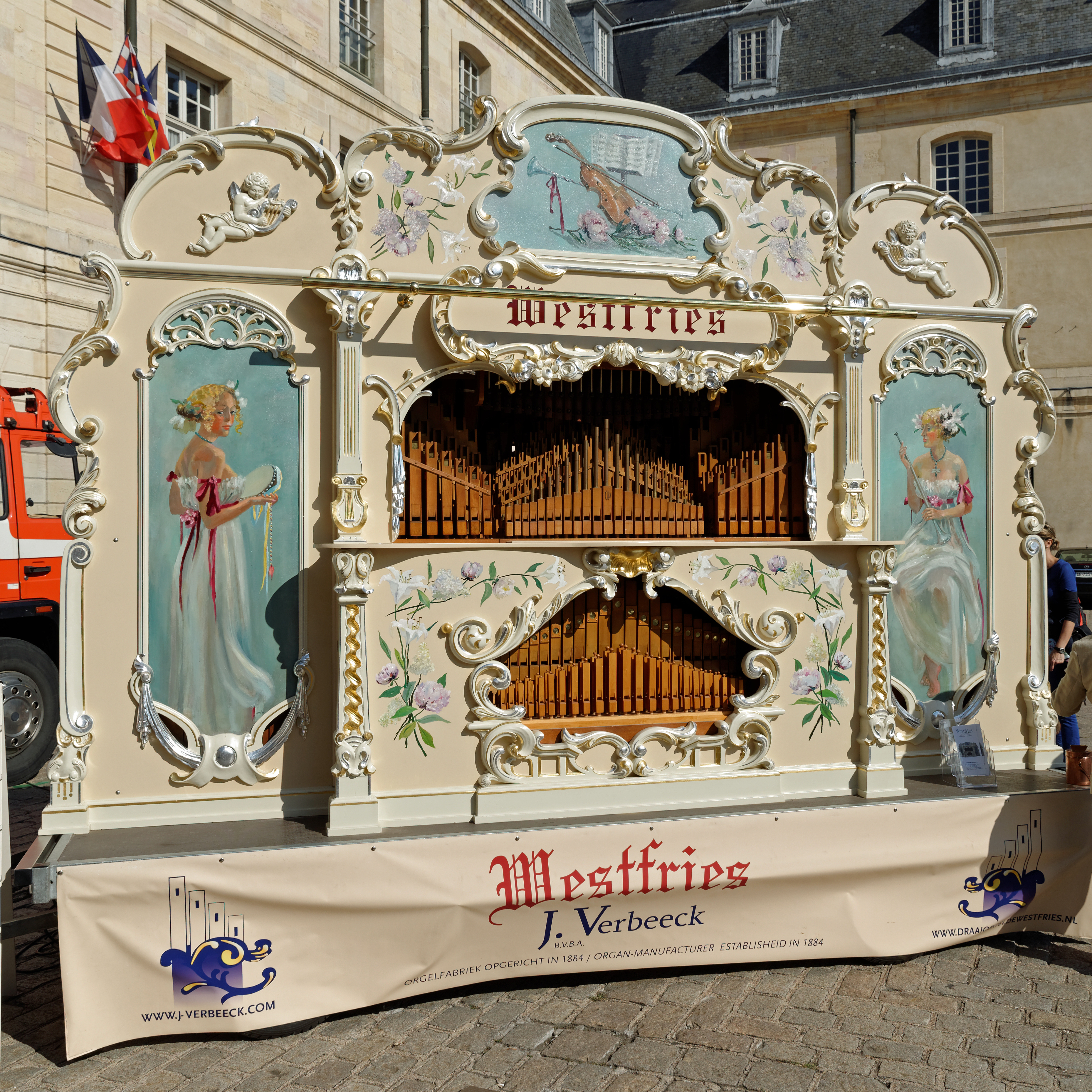
Jahrmarktsorgel auf dem „Festival de musique mécanique de Dijon“ 2015 (Côte d’Or, Bourgogne, France)
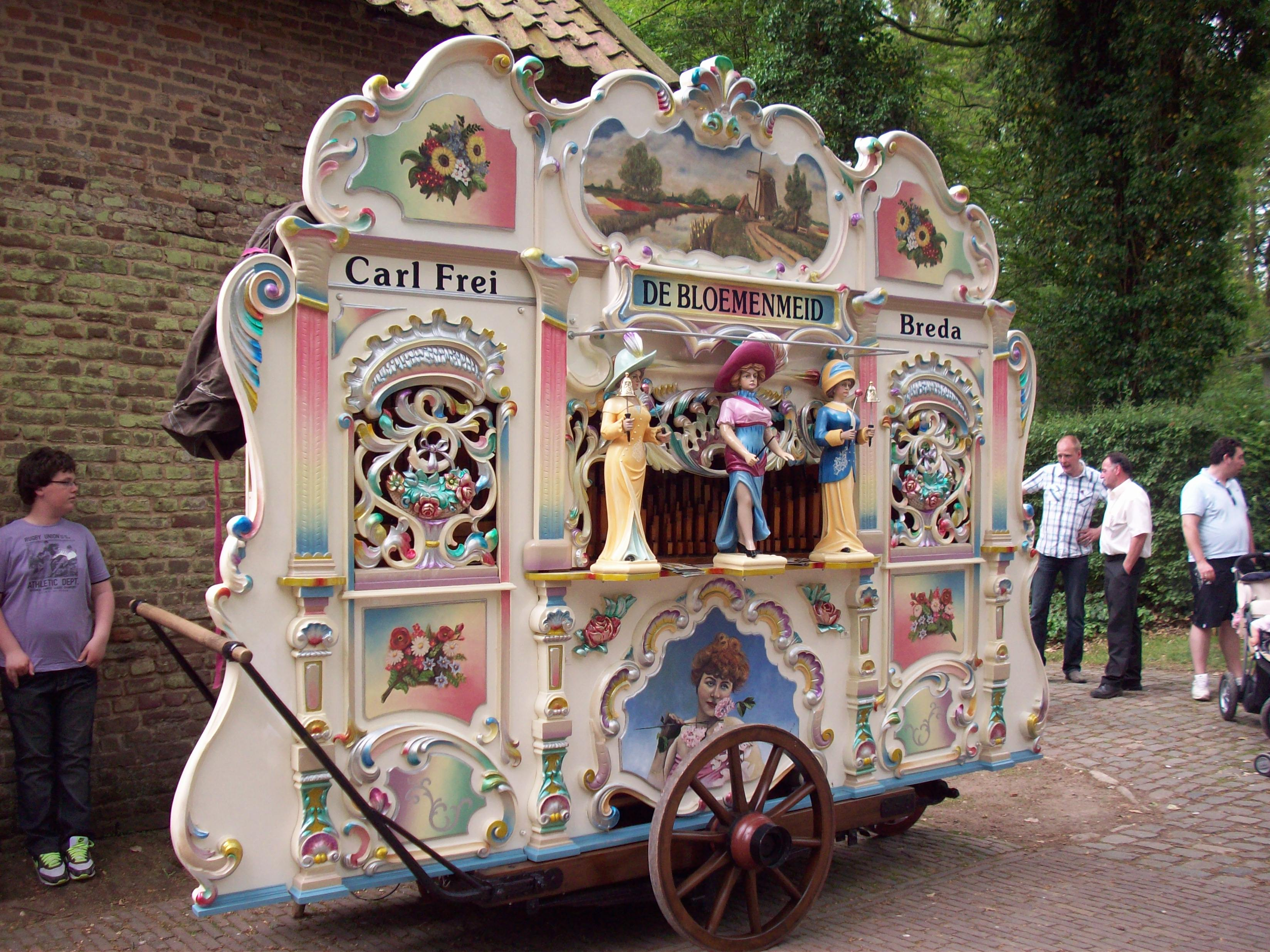
Niederländische Straßenorgel „De Bloemenmeid“ (Das Blumenmädchen) von Gavioli
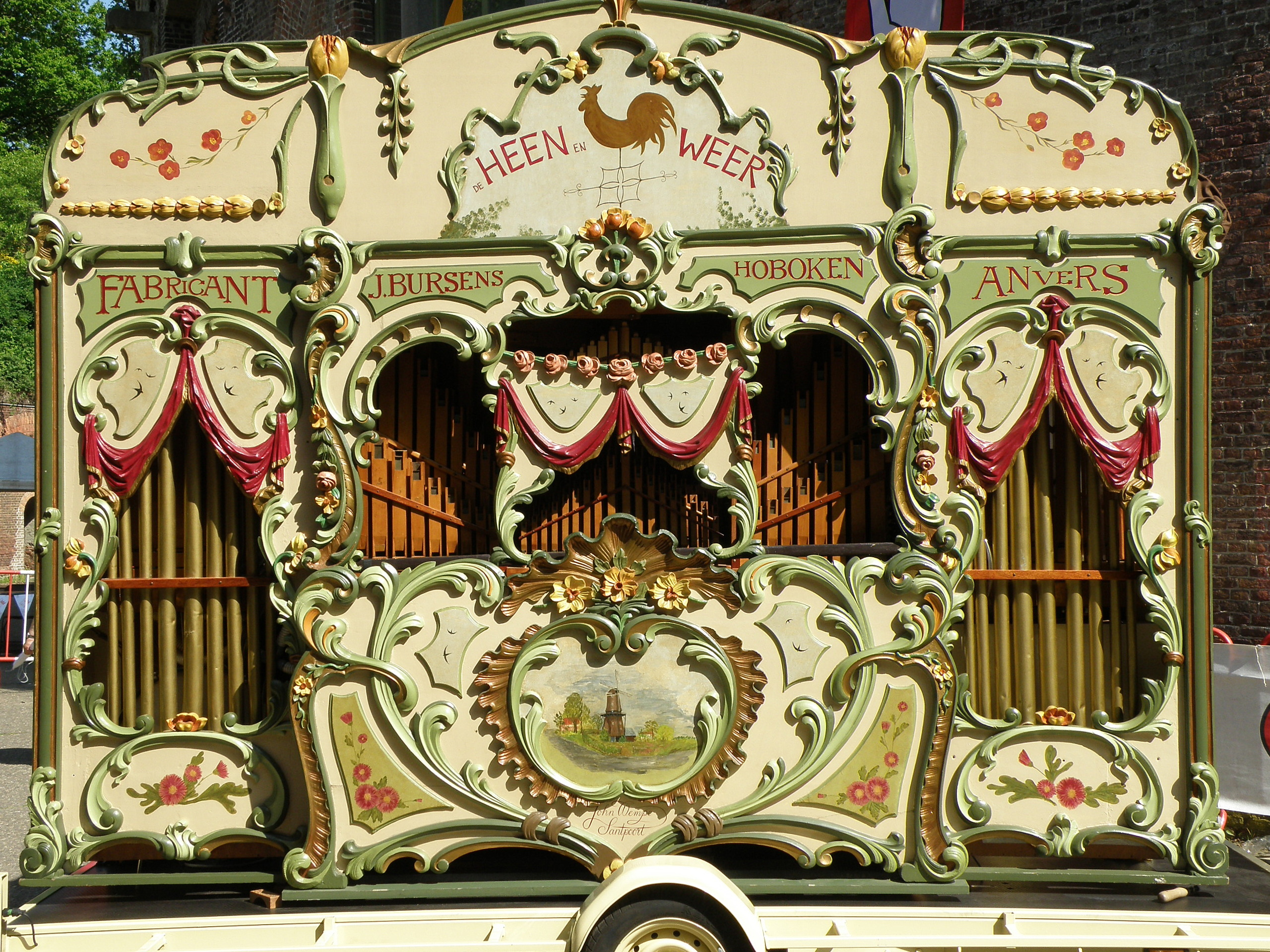
Die älteste bekannte Orgel des Orgelbauers J. Burssens in Antwerpen (Belgien) aus dem Jahr 1909. Zunächst als fest installierte Tanzorgel in Belgien in Gebrauch, gelangte sie nach dem Ersten Weltkrieg in die Niederlande und wurde zur mobilen Jahrmarktsorgel.
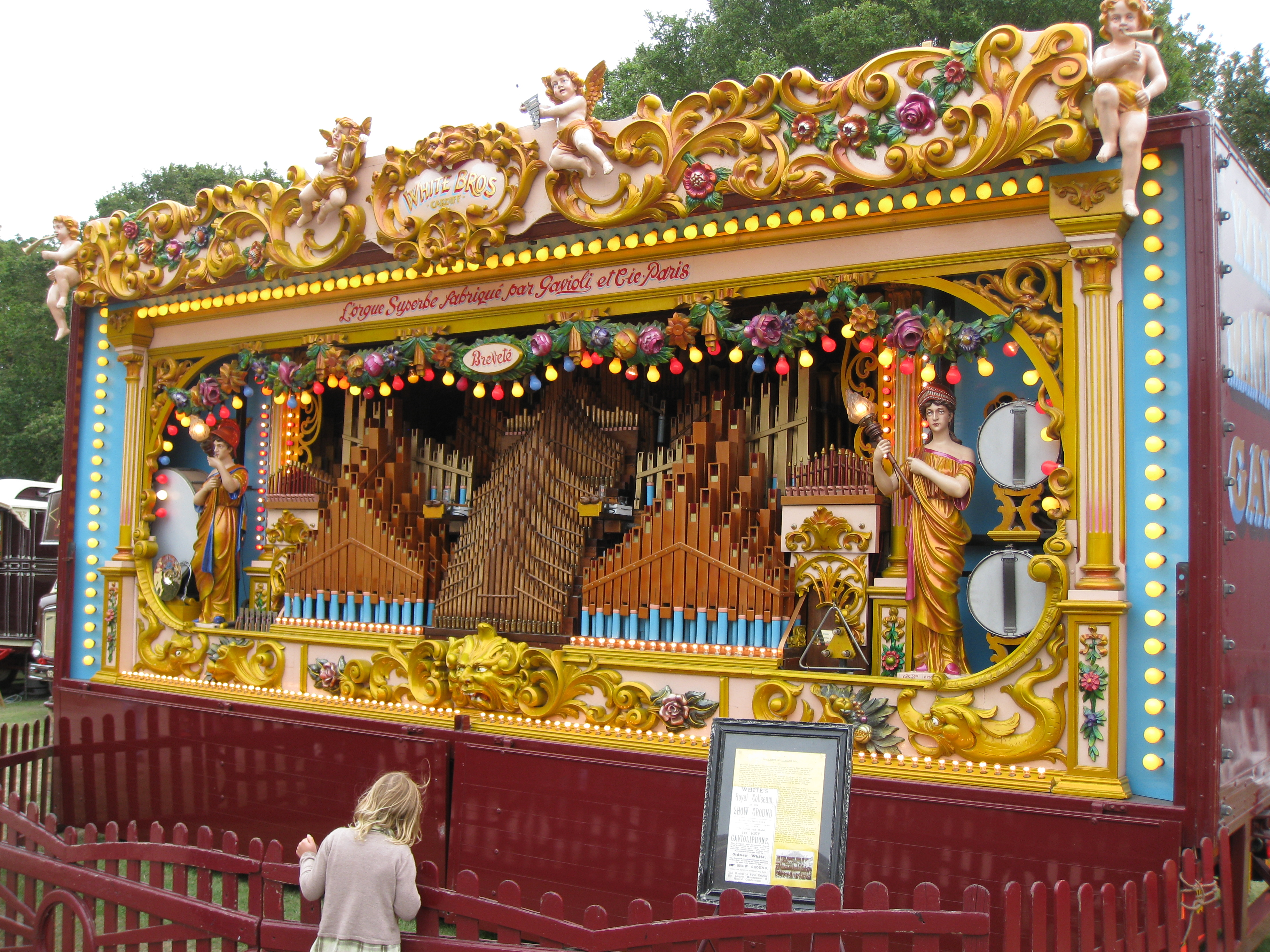
Letzte von Gavioli et Cie (Paris) gefertigte „112 Keyless Organ“ aus dem Jahr 1909
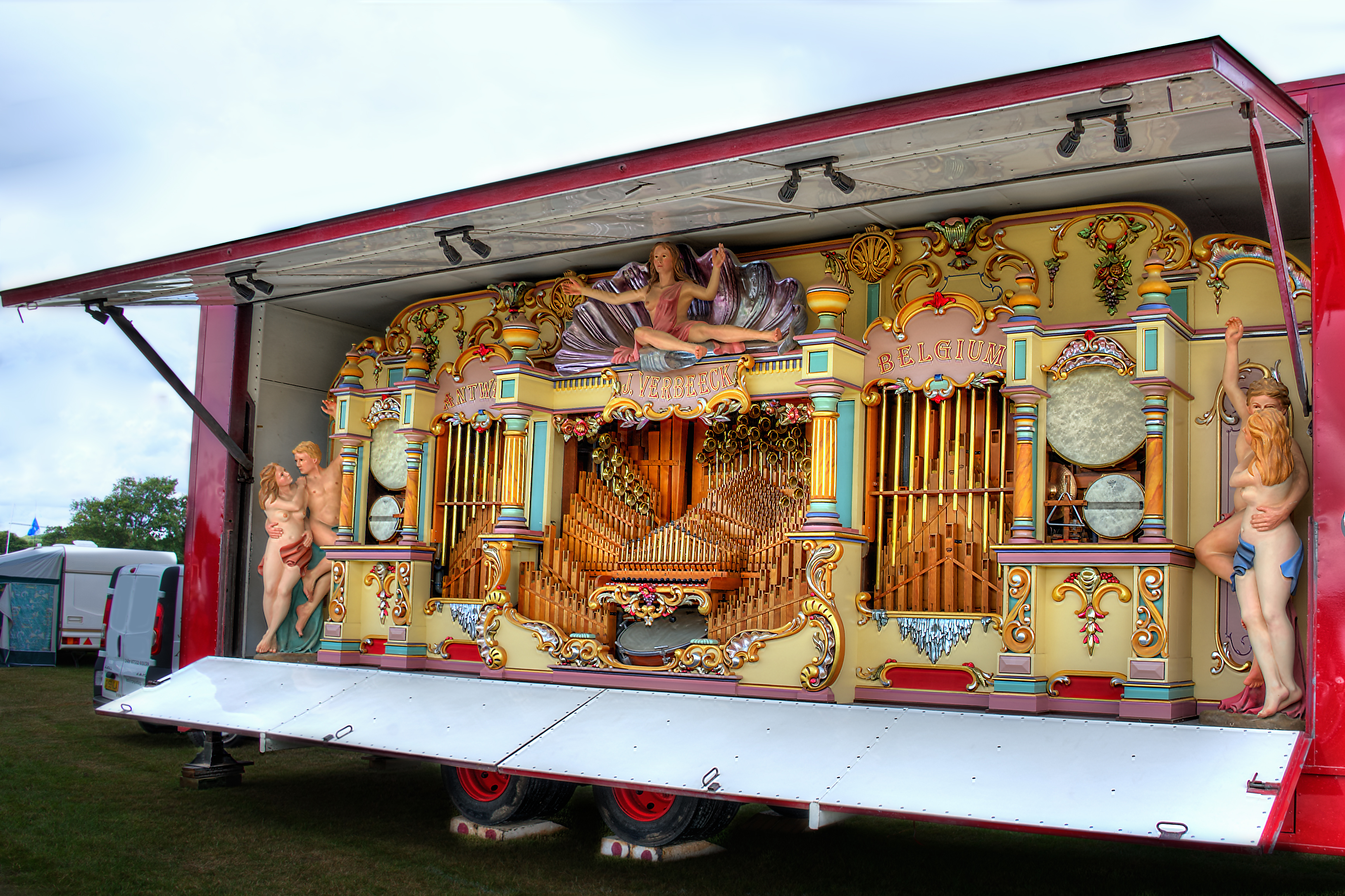
Jahrmarktsorgel von Verbeeck
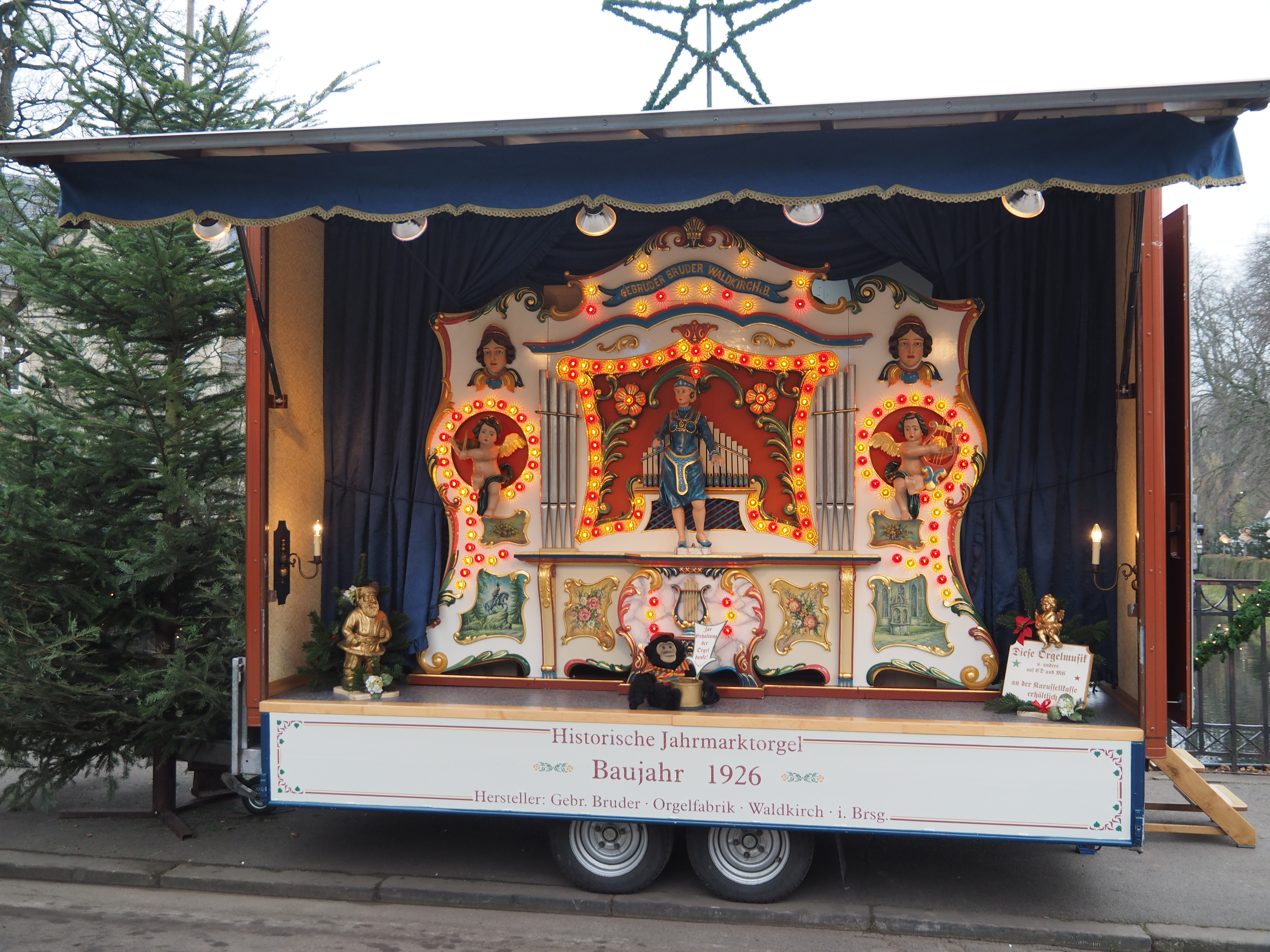
Jahrmarktsorgel der Orgelfabrik Gebrüder Bruder aus Waldkirch, Baujahr 1926
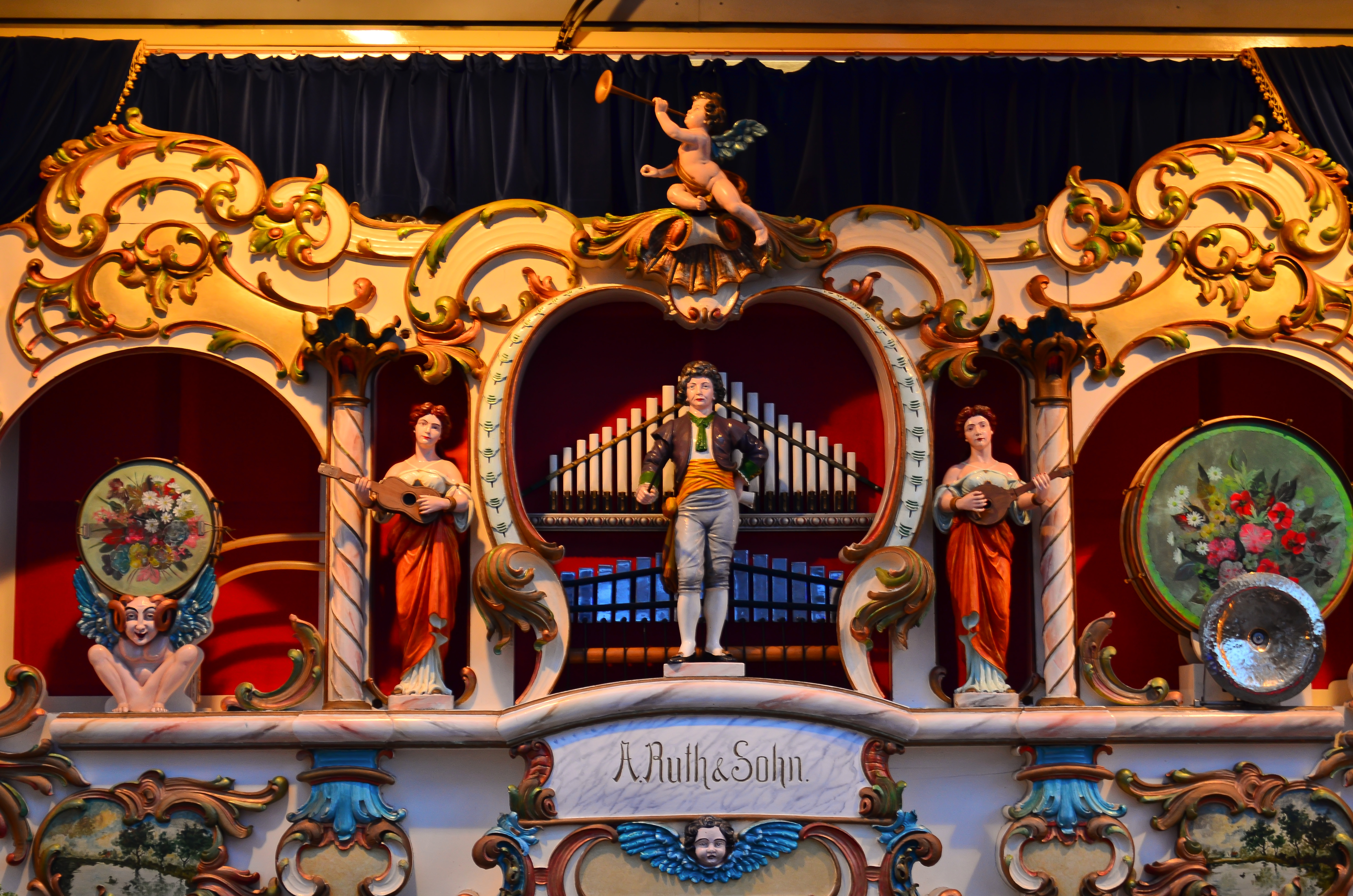
Viele Jahrmarktsorgeln weisen als Dekor eine reichhaltige Ornamentik, florale Motive und historisch anmutende Figuren auf
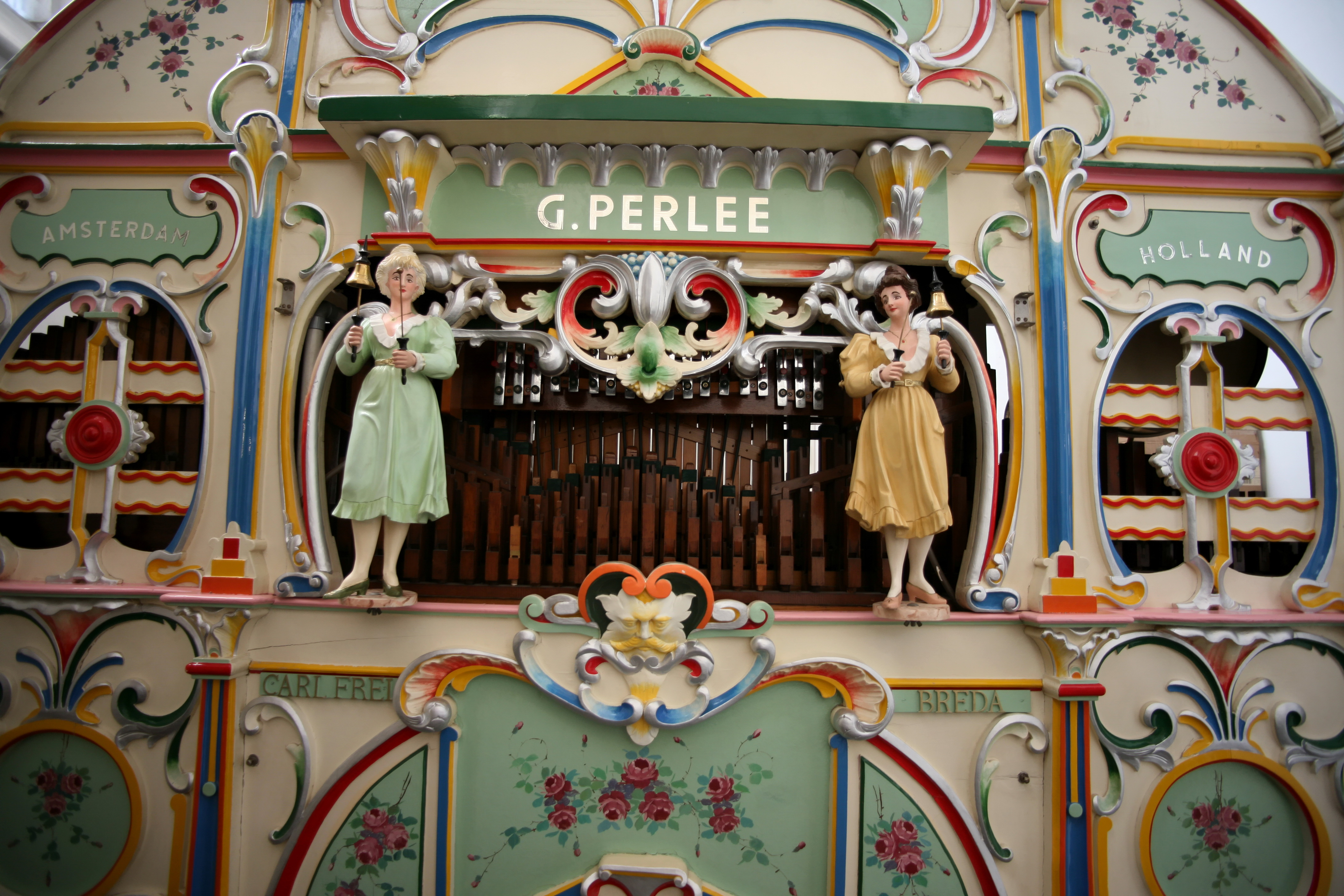
Bewegliche Figuren, die an passender Stelle Glocken schlagen
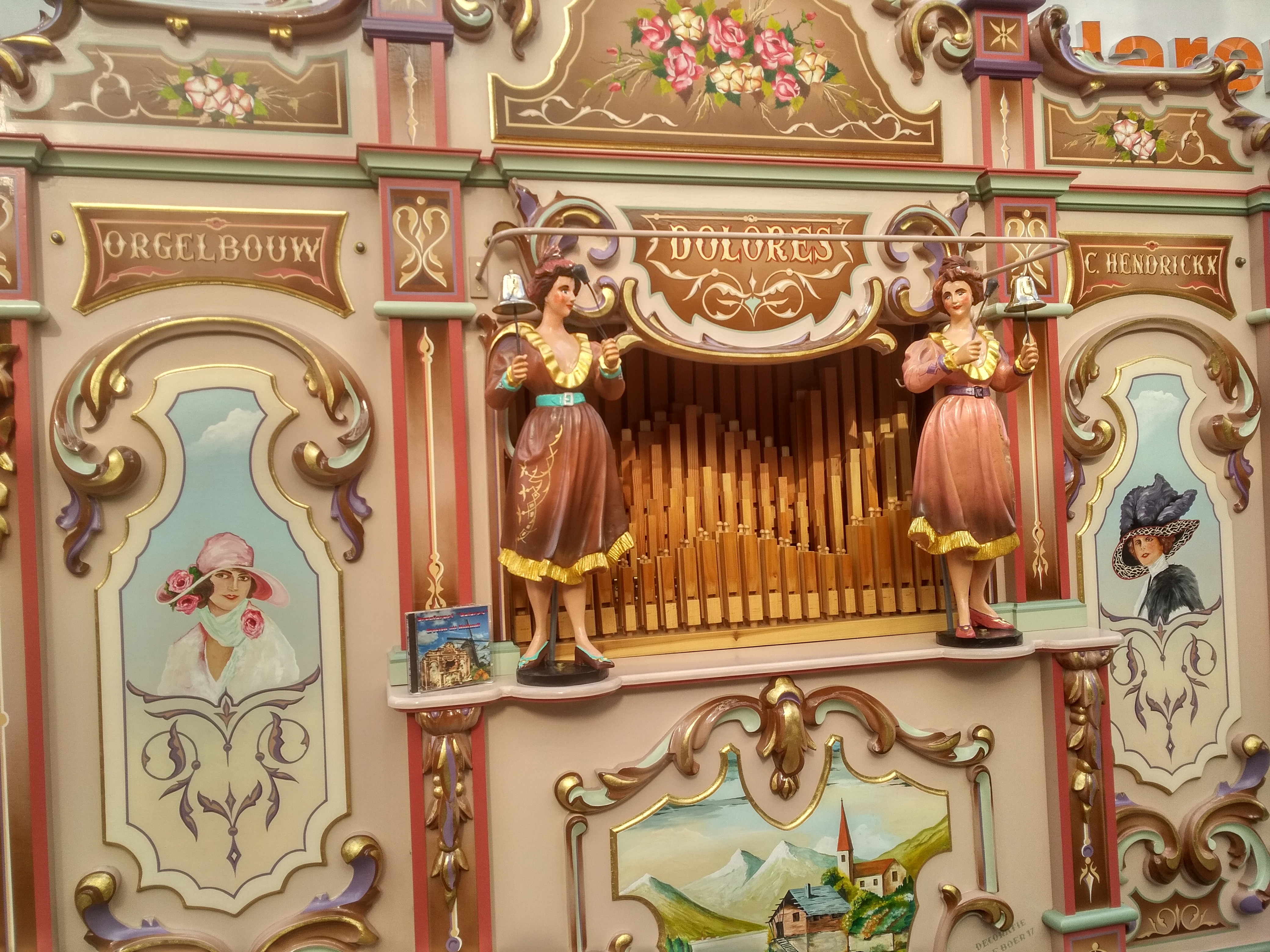
Auch hier bewegliche Figuren, die Glocken schlagen
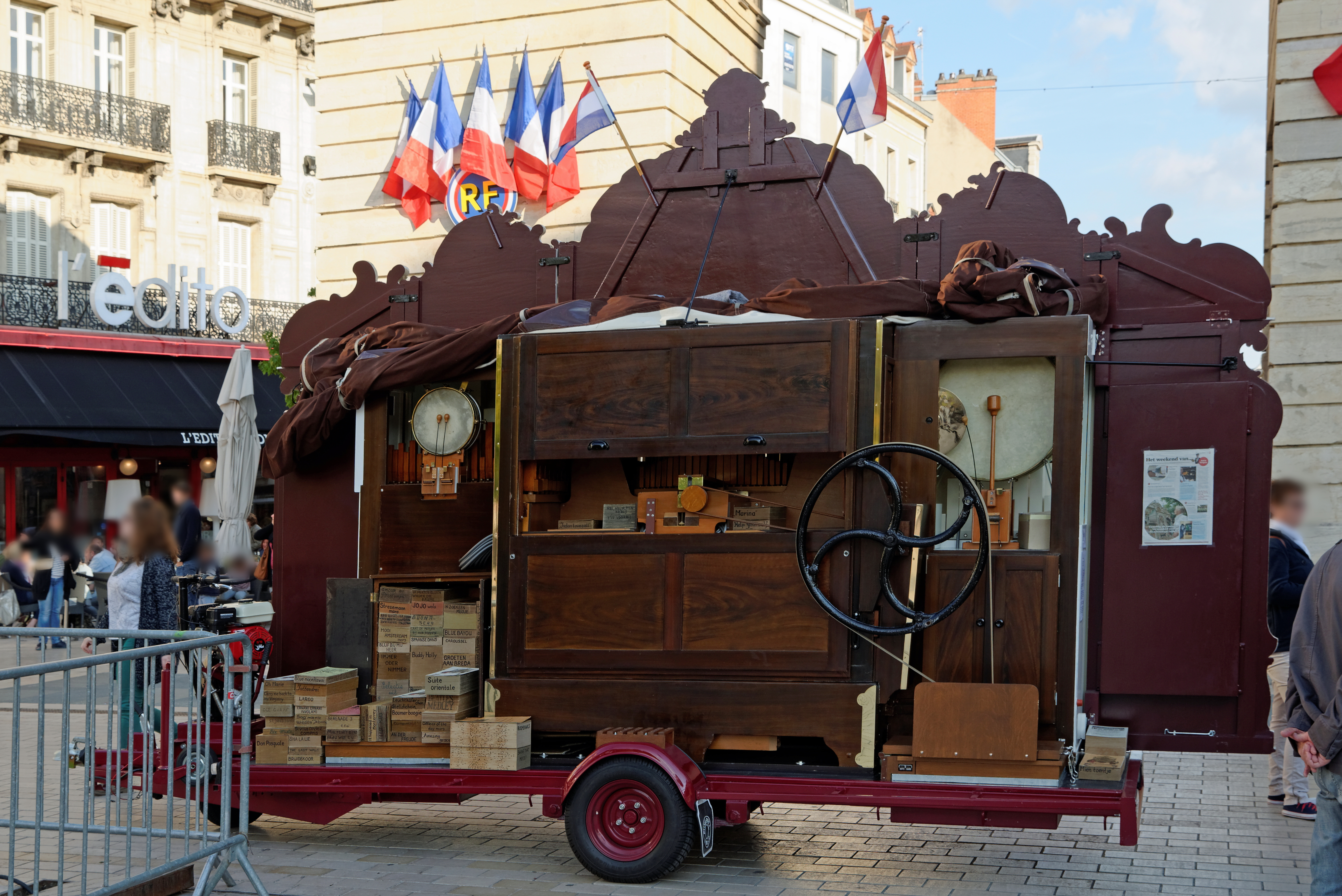
Rückansicht einer Straßenorgel auf dem „Festival de musique mécanique de Dijon“ 2015 (Côte d’Or, Bourgogne, France). Deutlich erkennbar sind die Antriebskurbel, die Schlagwerke sowie (links unten) die Lochstreifen-Faltkartons mit den Musikstücken.